# Taeniopteryx
Taeniopteryx is een geslacht van steenvliegen uit de familie vroege steenvliegen (Taeniopterygidae). De wetenschappelijke naam van het geslacht is voor het eerst geldig gepubliceerd in 1841 door Pictet.

## Soorten
Taeniopteryx omvat de volgende soorten:
- Taeniopteryx araneoides Klapálek, 1902
- Taeniopteryx auberti Kis & Sowa, 1964
- Taeniopteryx burksi Ricker & Ross, 1968
- Taeniopteryx caucasica Zhiltzova, 1981
- Taeniopteryx fusca Ikonomov, 1980
- Taeniopteryx hubaulti Aubert, 1946
- Taeniopteryx kuehtreiberi Aubert, 1950
- Taeniopteryx lita Frison, 1942
- Taeniopteryx lonicera Ricker & Ross, 1968
- Taeniopteryx maura (Pictet, 1841)
- Taeniopteryx mercuryi Fochetti & Nicolai, 1996
- Taeniopteryx metequi Ricker & Ross, 1968
- Taeniopteryx nebulosa (Linnaeus, 1758)
- Taeniopteryx nelsoni Kondratieff & Kirchner, 1982
- Taeniopteryx nivalis Fitch, 1847
- Taeniopteryx parvula Banks, 1918
- Taeniopteryx pecos Baumann & Jacobi, 1984
- Taeniopteryx robinae Kondratieff & Kirchner, 1984
- Taeniopteryx schoenemundi (Mertens, 1923)
- Taeniopteryx stankovitchi Ikonomov, 1978
- Taeniopteryx starki Stewart & Szczytko, 1974
- Taeniopteryx ugola Ricker & Ross, 1968